# Стенлей
Стенлей/Стенли (на английски: Stanley) е американски сорт слива. Получен е чрез кръстосването на сортовете Ажанска и Гранд Дък в Нюйоркската земеделска опитна станция Geneva, САЩ, през 1910 г. В България е внесен през 1961 г. и има голямо разпространение. Стандартен сорт за България.
Плодове средно едри до едри (ср.т. 32 – 60 г), обратнояйцевидни, удължени, несиметрични. Коремният шев е добре изразен, разположен в средно широка бразда. Кожицата е тънка, тъмновиолетово-синя, с многобройни точици и силен налеп. Плодовото месо е зелено-жълто, плътно, със зърнеста структура, сочно, отделящо се от костилката, с много добри вкусови качества. Едно средно развито дърво дава около 35-50 кг добив.
Плодовете узряват в края на август – началото на септември, но бързо презряват. Дървото е умерено растящо, с широка, обратно пирамидална рядка корона, родовито.
Сортът е самофертилен (самоопрашващ се) и добър опрашител. Толерантен е на шарка, слабо се напада от червени петна и средно от ръжда. Чувствителен е на ранно и късно кафяво гниене. Задоволително устойчив е на суша. Към почвата не е особено взискателен.
Навреме обрани, плодовете издържат на транспорт. В пълна зрялост не понасят съхранение. Плодовете са подходящи за консумация в прясно състояние, за приготвяне на компоти, сушени плодове, за замразяване, за конфитюр, мармалад и ракия.